# پوتی‌تنگ
پوتی‌تنگ (انگلیسی: Pootie Tang) فیلمی در ژانر اکشن و سینمای تجارتی سیاهان به کارگردانی لوئی سی. کی. است که در سال ۲۰۰۱ منتشر شد. از بازیگران آن می‌توان به جی. بی اسموو، جنیفر کولیج، رابرت وان، واندا سایکس، و کریس راک اشاره کرد. حرف زدن شخصیت اصلی فیلم با اینکه به شکلی مبهم شبیه پیجین است برای بیشتر مخاطبان نامفهوم است ولی دیگر شخصیت‌های فیلم به آسانی منظور او را می‌فهمند.

## بازیگران
- لنس کراچر در نقش پوتی‌تنگ
- جی. بی اسموو
- جنیفر کولیج
- واندا سایکس
- رابرت وان
- کریس راک
- رج ئی. کثی
- جی دی ویلیامز gy
- دیو اتل
- میسی الیوت
- دیوید کراس
- کول هاوکینز
- اندی ریکتر
- کریستن بل
- کیشا شارپ

## == منابع
1. 1 2 3 4 5 6  "Pootie Tang". بنیاد فیلم آمریکا. Retrieved November 21, 2016.
2. ↑  "POOTIE TANG (۱۵)". هیئت رده‌بندی سنی فیلم‌های بریتانیا. October ۲, ۲۰۰۱. Retrieved January 8, 2015.[پیوند مرده]
3. 1 2  Pootie Tang در باکس آفیس موجو

- مشارکت‌کنندگان ویکی‌پدیا. «Pootie Tang». در دانشنامهٔ ویکی‌پدیای انگلیسی، بازبینی‌شده در ۱۳ سپتامبر ۲۰۱۷.